# Sphaerotheciella koponenii
Sphaerotheciella koponenii är en bladmossart som beskrevs av P. Rao 2000 [2001. Sphaerotheciella koponenii ingår i släktet Sphaerotheciella och familjen Cryphaeaceae. Inga underarter finns listade i Catalogue of Life.